# Фредрікстад (футбольний клуб)
Фредрікстад (норв. Fredrikstad Fotballklubb) — норвезький футбольний клуб з міста Фредрікстада.

## Історія
«Фредрікстад» було засновано 7 квітня 1903 року. Хоча футбол у багатьох старих клубах був доповненням до інших традиційних видів спорту, таких як лижі чи легка атлетика, «Фредрікстад» був першим клубом у Норвегії, який зосередився виключно на грі у футбол, і тому його можна назвати першим справжнім футбольним клубом у країні. Відсутність спротиву означала, що це була фактично третя спроба заснувати футбольний клуб у Фредрікстаді (традиція свідчить, що друга спроба загинула, коли єдиний футбольний м’яч потрапив у вантажний потяг, що прямував до Мосса). Коли «Фредрікстад» було засновано, знайти когось поблизу, проти якого можна зіграти, все ще було проблемою.

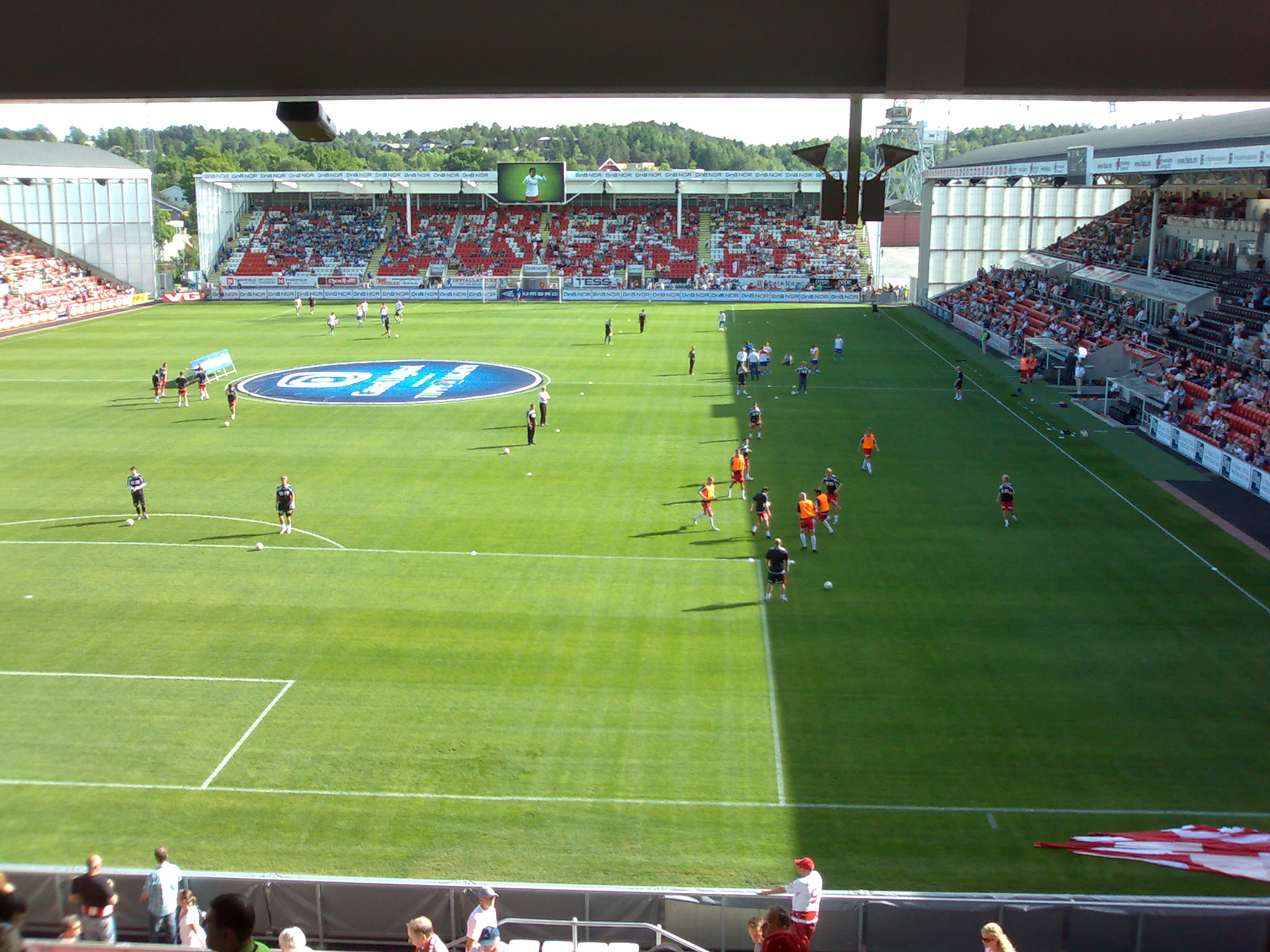
Фредрікстад-Арена

Так сталося, що англієць Г. В. Кенворті, який жив у сусідньому місті Сарпсборг, захотів займатися спортом у рідній країні і поїхав до Фредрікстада, щоб взяти участь в одному з тренувань місцевого клубу. Після повернення в Сарпсборг йому запропонували організувати новий клуб. Ідея була добре сприйнята в Сарпсборзі, і «Сарпсборг» була заснована 8 травня 1903 року. Перший матч між командами було зіграно наступного року в Сарпсборзі перед 600 глядачами. «Фредерікстад» виграв історичний матч з рахунком 4:0. «Сарпсборг» і «Фредрікстад» заснували першу регіональну серію та надихнули заснування багатьох нових клубів у регіоні в наступні роки.
«Фредрікстад» не мав червоно-білих кольорів, коли клуб був заснований у 1903 році. Фактично, вони змінювали костюми сім разів з 1903 по 1927 рік. Кольори, які вони носять зараз, походять від національної збірної Польщі. Коли «Фредрікстад» запитав у Польського футбольного союзу, чи можуть вони використовувати свої кольори, вони отримали позитивну відповідь і навіть комплект одягу в цих кольорах у подарунок.
«Фредрікстад» вперше дійшов до фіналу Кубка Норвегії в 1932 році. Півфінал проти «М'єндалена» був зіграний вдома перед рекордною кількістю 9000 глядачів, і «Фредрікстад» виграв матч з рахунком 3:0. «Фредрікстад» зустрівся з «Ерн Гортеном» у фіналі, перемігши з рахунком 6–1, і таким чином став чемпіоном Норвегії. Це означало початок першої успішної ери «Фредрікстада», в якій клуб завоював ще чотири кубкові титули до початку Другої світової війни. ФК «Фредрікстад» став першим клубом, який виграв нову загальнонаціональну лігу в 1937–1938 роках, а наступного сезону вони виграли Дубль.
У 1930-х роках при клубі також активно працювала секція хоккея.
Під час німецької окупації не було організованого футболу, тому що всі спортсмени страйкували на підтримку опору. Після війни футбол став більш популярним, ніж будь-коли, і «Фредрікстад» встановив ще один рекорд відвідуваності проти «Сарпсборга» у півфіналі Кубка Норвегії 1945 року. Однак успіху на полі мало. Клуб досяг трьох фіналів Кубка за чотири роки, але програв усі. Перерва настала в 1949 році, коли «Фредрікстад» виграв свій третій чемпіонський титул.
1950-ті та 1960-ті роки були дуже успішними для «Фредрікстад». Клуб шість разів вигравав чемпіонський титул – у 1950–1951 та 1951–52 роках – і сім разів займав друге місце. Кубок Норвегії вигравав чотири рази. У 1957 році була досягнута нова віха, коли клуб виграв свій другий дубль. Будучи чемпіоном ліги 1960 року, «Фредрікстад» увійшов до Кубка чемпіонів як перша команда з Норвегії, сенсаційно перемігши «Аякс» вдома з рахунком 4:3 і зігравши внічию 0:0 в Амстердамі в першому раунді.
Місто Фредрікстад було багато в чому економічним центром Норвегії в попередньому столітті, спочатку як головний постачальник машин для лісової промисловості, а потім як центр суднобудівної діяльності. Колись верф у Фредрікстаді була найбільшою в Скандинавії. Кажуть, що навколо міста та його мешканців завжди панувала атмосфера оптимізму, і це, безумовно, відображалося в грайливому та невимушеному стилі футболу футбольного клубу, який багато хто вважав найцікавішим у країні. Перший кубковий тріумф клубу в 1932 році навіть змусив Йоргена Юве, легенду норвезького футболу, заявити: «Ось так треба грати у футбол».
Можливо, саме завдяки цій невимушеній атмосфері клуб був таким успішним, а також чому він зрештою занепав. Після років слави клуб ставав консервативним, хоча самі цього не визнавали. Інші клуби все більше зверталися до професіоналізму, а гравці з «Фредрікстад» все ще грали у футбол, окрім звичайної роботи. Режими тренувань ставали суворішими, ніж раніше, але в клубі вважали, що тренування більше двох разів на тиждень знищать задоволення від гри у футбол. Існує також думка, що у світлі грізної історії клубу нові покоління гравців отримали надто багато відповідальності, піддаючись тиску знову і знову, коли все починало виглядати краще.
«Фредрікстад» боровся протягом 1970-х років. Вони дійшли до фіналу Кубка в 1971 році, але програли «Русенборгу», який на той час був твердо на шляху до того, щоб стати гігантом норвезького футболу. У 1972 році вони посіли друге місце в лізі після «Вікінга» лише за різницею м'ячів, оскільки обидві команди закінчили сезон з 34 очками. У 1973 році «Фредрікстад» вперше в історії клубу вилетів з вищого дивізіону. Вони одразу отримали підвищення через плей-офф і до 1975 року повернулися у найвищий дивізіон, де вони залишалися два сезони, перш ніж знову зіткнутися з пониженням.
Переміщення між дивізіонами тривала до 1984 року. Того року Кубок Норвегії дістався «Фредрікстаду», але це, мабуть, був гіркий успіх. Клуб знову вилетів, і цього разу не зміг повернутися у вищий дивізіон. У 1992 році клуб був понижений до третього дивізіону, де він виступав до 2002 року.
Повернення «Фредрікстада» з невідомості багато в чому пояснюється менеджером Кнутом Торбйорном Еггеном, який продемонстрував рівень професіоналізму, якого раніше бракувало клубу. Під час свого перебування на посаді, з 2001 до кінця 2006 року, син успішного колишнього тренера «Русенборга» привів команду до першого титулу за понад два десятиліття. У 2002 році вони піднялися з другого дивізіону до першого, а в 2003 році, в рік свого сторіччя, «Фредрікстад» посів друге місце, заслуживши підвищення до вищого. Незважаючи на те, що «Фредрікстад» намагався підтримувати свою форму протягом усього сезону, йому вдалося тричі зберегти місце, а в 2006 році вони виграли Кубок Норвегії в одинадцятий раз у своїй історії. Вони зайняли друге місце та виграли срібло в сезоні 2008 року, але після невдалого сезону в 2009 році були понижені до першого дивізіону. У листопаді 2010 року вони повернулися до Тіппеліги через плей-оф, спершу обігравши «Лев-Гем» з рахунком 2:0, а потім «Генефосс» із приголомшливою різницею м’ячів 8:1 у двох матчах.
13 грудня 2011 року норвезька поліція провела обшук в офісі клубу у зв'язку з розслідуванням контракту Райо Пійроя.
Після вильоту з Елітсерії у 2012 році Фредрікстад провів час у Другому  (2012-2017, 2021-2023) та Третьому (2018-2020) дивізіонах, перш ніж отримати підвищення в Елітсерію у 2024 році під керівництвом нового тренера Мікк'яла Томассена.

## Стадіон
Старий стадіон «Фредрікстад» був урочисто відкритий у 1914 році і став першим стадіоном у Норвегії з прожекторним освітленням. Рекорд відвідуваності клубу був встановлений у 1956 році проти «Ларвіка». На цей чвертьфінальний матч Кубка Норвегії прийшли 15 534 глядачі. Остання реконструкція стадіону була проведена напередодні сезону 2004 року, встановивши місткість близько 10 500 місць.
Для сезону 2007 року було побудовано новий домашній майданчик у "Fredrikstad Mekaniske Verksted", старій верфі в центрі міста. Колись це була найбільша судноверф у Скандинавії, а архітектура стадіону така, що дві неіснуючі механічні майстерні, що датуються ще 1870 роком, перетворені на трибуни з боків. Крім того, на кінцях поля побудовані дві окремі трибуни. Новий стадіон (з однойменною назвою «Фредрікстад стадіон») розрахований на 12 550 місць.

## Закріплені номери
- 8  Дагфінн Енерлі — грав у клубі в сезоні 2004/05, в останньому матчі отримав серьйозну травму шиї через що залишився прикутим до інвалідного візка.

## Досягнення
- Чемпіон Норвегії (9): 1938, 1939, 1949, 1951, 1952, 1954, 1957, 1960, 1961
- Володар Кубка Норвегії (12): 1932, 1935, 1936, 1938, 1940, 1950, 1957, 1961, 1966, 1984, 2006, 2024

## Виступи в єврокубках
| Сезон   | Змагання                     | Раунд | Країна                                         | Клуб            | Вдома | На виїзді | Разом |
| ------- | ---------------------------- | ----- | ---------------------------------------------- | --------------- | ----- | --------- | ----- |
| 1960–61 | Кубок європейських чемпіонів | ПР    | Нідерланди                                     | Аякс            | 4–3   | 0–0       | 4–3   |
| 1960–61 | Кубок європейських чемпіонів | 1Р    | Данія                                          | Орхус           | 0–1   | 0–3       | 0–4   |
| 1961–62 | Кубок європейських чемпіонів | ПР    | Бельгія                                        | Стандард        | 0–2   | 1–2       | 1–4   |
| 1962–63 | Кубок європейських чемпіонів | ПР    | Угорщина                                       | Вашаш           | 1–4   | 0–7       | 1–11  |
| 1967–68 | Кубок володарів кубків       | 1Р    | Португалія                                     | Віторія Сетубал | 1–5   | 1–2       | 2–7   |
| 1972–73 | Кубок володарів кубків       | 1Р    | Соціалістична Федеративна Республіка Югославія | Хайдук Спліт    | 0–1   | 0–1       | 0–2   |
| 1973–74 | Кубок УЄФА                   | 1Р    | СРСР                                           | Динамо Київ     | 0–1   | 0–4       | 0–5   |
| 1985–86 | Кубок володарів кубків       | 1Р    | Уельс                                          | Бангор Сіті     | 1–1   | 0–0       | 1–1   |
| 2007–08 | Кубок УЄФА                   | 2КР   | Швеція                                         | Гаммарбю        | 1–1   | 1–2       | 2–3   |
| 2009–10 | Ліга Європи                  | 3КР   | Польща                                         | Лех Познань     | 1–6   | 2–1       | 3–7   |
| 2025–26 | Ліга Європи                  | 3КР   | Данія                                          | Мідтьюлланн     | 1–3   | 0–2       | 1–5   |
| 2025–26 | Ліга конференцій УЄФА        | ПР    | Англія                                         | Крістал Пелес   |       |           |       |